# Ballmastrz: 9009
Ballmastrz: 9009 è una serie televisiva animata statunitense del 2018, creata, diretta e sceneggiata da Christy Karacas.
La serie segue le avventure di Gaz Digzy, una superstar atletica in un futuro distopico in cui l'umanità è saziata da uno sport violento noto semplicemente come "The Game". Ballmastrz: 9009 è caratterizzato da un'iconografia in stile anime e umorismo nero.
La serie è stata trasmessa per la prima volta negli Stati Uniti su Adult Swim dal 9 aprile 2018 al 23 marzo 2020, per un totale di 20 episodi ripartiti su due stagioni. Un episodio speciale intitolato Ballmastrz: Rubicon andrà in onda il 20 febbraio 2023. L'episodio sarà prodotto da PFFR e animato da Studio 4°C.

## Trama
In un mondo post-apocalittico devastato dalle "Rad Wars", un misterioso cyborg semidio di nome Crayzar ha preso il comando dell'umanità, riportandola in tempi pacifici per migliaia di anni. Per soddisfare la brama dell'umanità con la violenza e l'intrattenimento, crea uno sport simile al roller derby noto come "The Game", in cui due squadre devono cercare di uccidersi usando una palla. La serie segue le avventure di Gaz Digzy, l'ex capitano della migliore squadra del gioco, i Boom Boom Boys, che viene retrocessa a giocare nella peggior squadra del gioco, i Leptons. L'unico modo per far tornare in alto il suo nome è condurre la squadra alla vittoria. Ogni squadra è composta generalmente da sette giocatori che, secondo il proprio obiettivo, devono riuscire a ottenere la propria palla per portarla dall'altra parte del campo da gioco dopo essere stati lanciati da dei cannoni.
Con il progredire della serie si scoprono le origini di The Game; inizialmente sarebbe stato concepito come uno sport violento illustrato tra due squadre con le palle che si è sviluppato in una competizione più semplice in cui ogni squadra tenta di segnare gol con la rispettiva palla. Le palle stesse sono antropomorfe e sapienti e le loro personalità sono simili al tema anime ispirato di ogni squadra.

## Episodi
| Stagione         | Episodi | Prima TV USA | Prima TV Italia |
| ---------------- | ------- | ------------ | --------------- |
| Prima stagione   | 10      | 2018         | inedita         |
| Seconda stagione | 10      | 2020         | inedita         |
| Episodi speciali | 1       | 2023         | inedito         |

## Personaggi e doppiatori

### Personaggi principali
- Gaz Digzy, voce originale di Natasha Lyonne.
- Ace Ambling, voce originale di Jessica DiCicco.
- Baby Ball, voce originale di Dana Snyder.
- Flypp Champion, voce originale di Eric Bauza.
- Leto Otel, voce originale di Dave Willis.
- Crayzar, voce originale di Christy Karacas.

### Personaggi ricorrenti
- Duleena "Dee Dee" Duneeda, voce originale di Jessica DiCicco.
- Aboo Buvu, voce originale di Christy Karacas.
- Luna, voce originale di Stephanie Sheh.
- Bob.
- Stinkfinger, voce originale di Dana Snyder.

## Produzione

### Ideazione e sviluppo

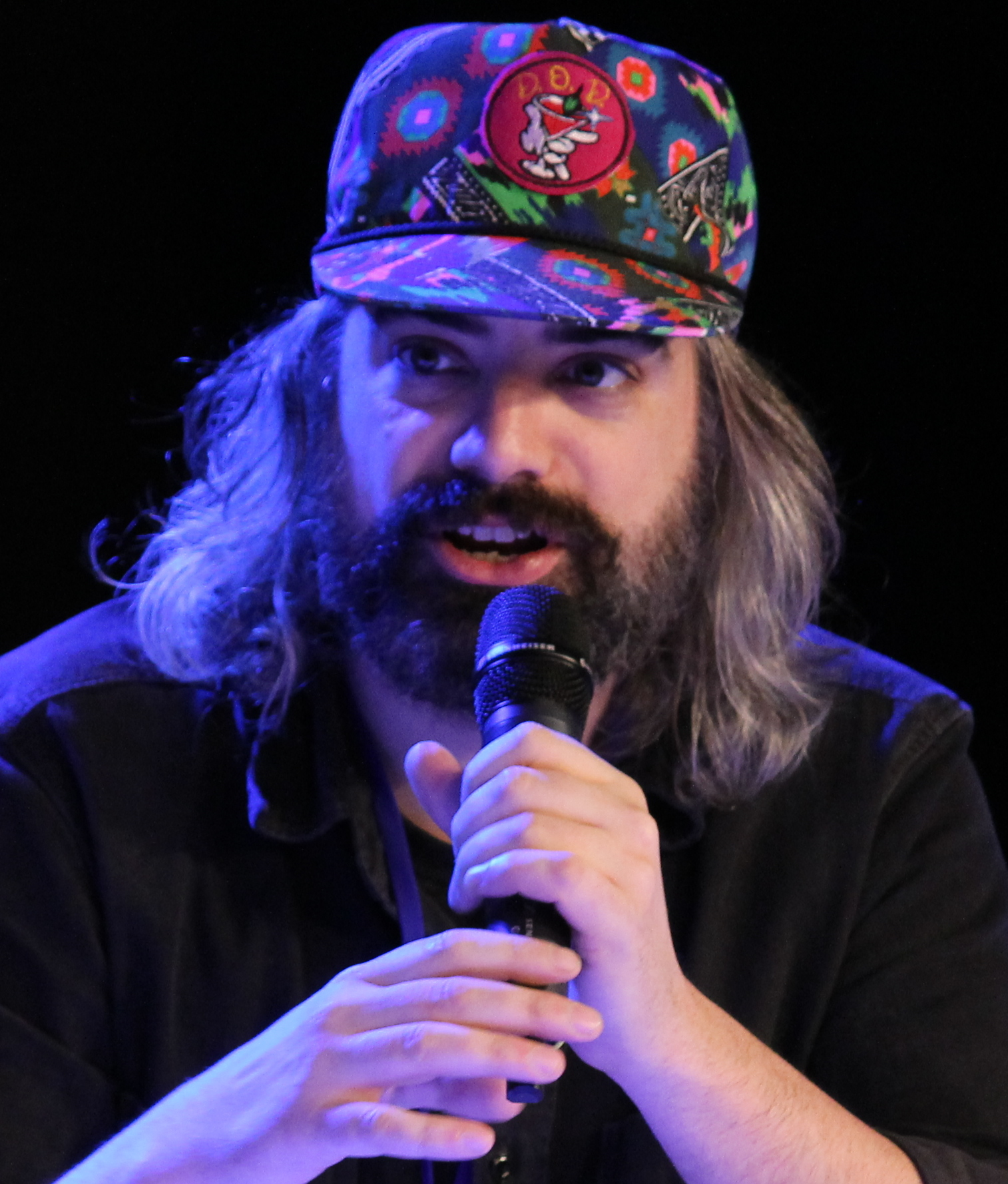
Christy Karacas, creatore, regista e sceneggiatore di Ballmastrz: 9009

Dopo la conclusione di Superjail!, Christy Karacas stava pensando ad una nuova serie animata differente rispetto alle sue precedenti produzioni, con l'inclusione di scene veloci e cinetiche da adattare nella durata di circa 11 minuti. Essendo fanatico degli anime, Karacas fu spinto dall'iniziativa di portare più azione e violenza nella nuova serie. La sua idea iniziale era quella di inserire lo sport come punto di riferimento, nonostante non lo guardasse, pensando a film come Bad News Bears - Che botte se incontri gli Orsi e serie televisive come Eastbound & Down.
Nel 2014, mentre stava producendo una scena di un episodio di Superjail!, Karacas ha contatto Natasha Lyonne per il film A Futile and Stupid Gesture di David Wain. Il 7 maggio 2015, Adult Swim ha annunciato la produzione di un episodio pilota dal nome Ballmastrz: 9669. L'episodio faceva parte della lista delle serie rinnovate, degli episodi pilota e degli speciali dell'anno 2015-2016. Dopo essersi informata su cosa fosse Adult Swim, Lyonne ha letto lo script di Ballmastrz: 9669 e accettò di ricoprire il ruolo della protagonista Gaz.
Il 4 agosto 2017, Adult Swim ha annunciato l'ordine della produzione di una prima stagione della serie.
Il 22 febbraio 2020, la rete ha ospitato un evento al Plaza Theatre di Atlanta, dedicato alla première della seconda stagione della serie. Durante l'evento sono stati trasmessi 5 episodi inediti seguiti da un Q&A con il creatore Christy Karacas e i doppiatori Dana Snyder e Dave Willis.

### Scrittura
Christy Karacas e altri quattro sceneggiatori di Ballmastrz: 9669 si riuniscono in una stanza dove inventano e sviluppano delle storie. Durante la produzione della prima stagione, il team ha discusso su cosa sarebbe stato meglio tra mantenere la continuità nel corso degli episodi o creare storie diverse l'una dall'altra, a causa della durata media di 11 minuti. La serie è quindi formata sia da una trama principale che da diverse sottotrame presenti verso la metà della prima stagione.
Solitamente vengono progettati due storyboard per volta.

### Stile e animazione
La serie è animata con Adobe Animate ed è prodotta da un team di circa 20 animatori provenienti dagli uffici di Titmouse di Vancouver. Quando stavano discutendo sulla direzione artistica della serie, Christy disse a Chris Prynoski, presidente e produttore di Titmouse, che voleva che la serie "sembrasse disegnata da ragazzi delle scuole superiori che cercano di disegnare anime, ma che non riescono a farlo bene".

## Cast
Quando Adult Swim ha annunciato di aver ordinato i 10 episodi che avrebbero composto la prima stagione della serie, ha annunciato anche l'aggiunta dell'attrice Natasha Lyonne nel cast, nel ruolo della protagonista Gaz Digzy. Il cast principale sarà più tardi completato con Dana Snyder, Dave Willis, Jessica DiCicco, Eric Bauza, Christopher McCulloch e lo stesso Christy Karacas.

## Ispirazioni e metafore
Gli autori di Ballmastrz: 9009, tramite citazioni dirette, stili di animazione e similitudini con altri personaggi, fanno riferimento a diversi film giapponesi e anime. Le influenze anime della serie sono dovute principalmente alla passione del creatore Christy Karacas per serie come One-Punch Man, Robotech, Kill la Kill e Ping Pong.
Tra i film citati nella serie sono presenti: Hunger Games, L'implacabile, Rollerball, Stoffa da campioni, Major League - La squadra più scassata della lega, Il mio vicino Totoro, Akira, La città incantata, Vampire Hunter D.
Tra gli anime citati nella serie sono presenti: Pokémon, Sfondamento dei cieli Gurren Lagann, Golion, Armored Fleet Dairugger XV, Kill la Kill, Robotech (Fortezza superdimensionale Macross, Chōjikū kidan Southern Cross e Kiko soseiki Mospeada), Yu degli spettri, Gakuen Heaven, Gakuen Handsome, Neon Genesis Evangelion, Ken il guerriero, Bleach, L'attacco dei giganti, Le bizzarre avventure di JoJo, Lupin III, Devilman, Devilman Crybaby, Claymore, Mazinger Z, Getter Robot, Mobile Suit Gundam e La corazzata Yamato.
La serie fa ulteriori riferimenti a serie come Il trenino Thomas, Aqua Teen Hunger Force e altri.

## Distribuzione

### Trasmissione internazionale
- 9 aprile 2018 negli Stati Uniti d'America su Adult Swim;
- 15 febbraio 2019 nel Regno Unito su All 4;
- 22 settembre 2019 in Russia su 2x2.